# NGC 704
NGC 704 là một thiên hà dạng hạt đậu  nằm cách xa 220 triệu năm ánh sáng  trong chòm sao Tiên Nữ. Thiên hà là thành viên của cụm thiên hà Abell 262 và được nhà thiên văn học William Herschel phát hiện vào ngày 21 tháng 9 năm 1786.